# Pala (Mortágua)
Pala es una freguesia portuguesa del concelho de Mortágua, con 49,10 km² de superficie y 1.042 habitantes (2001). Su densidad de población es de 21,2 hab/km².